# الجمعية الأمريكية للإعاقات الفكرية والتنموية
الجمعية الأمريكية للإعاقة الذهنية والنمائية (إيه إيه آي دي دي) هي منظمة أمريكية غير ربحية تُعنى بالإعاقة الذهنية والإعاقات النمائية ذات الصلة. تضم الجمعية أعضاءً في الولايات المتحدة وأكثر من خمسين دولة أخرى.

## التاريخ
تأسست الجمعية في عام 1876 على يد إدوار سيغان، وهي أقدم جمعية مهنية تهتم بالإعاقات الذهنية والنمائية. يقع مقرها الرئيسي في سيلفر سبرينغ، ماريلاند، إحدى ضواحي واشنطن العاصمة.
تغيّر اسم الجمعية خمس مرات خلال تاريخها، ليعكس التغيرات في المفاهيم المرتبطة بالحالة المعروفة اليوم باسم الإعاقة الذهنية.
1876: جمعية الضباط الطبيين للمؤسسات الأمريكية للأشخاص الحمقى وضعيفي العقول.
1906: الجمعية الأمريكية لدراسة ضعيفي العقول.
1933: الجمعية الأمريكية للنقص العقلي.
1987: الجمعية الأمريكية للتخلف العقلي.
2007: الجمعية الأمريكية للإعاقة الذهنية والنمائية.

## الرسالة والأهداف
تتمثل رسالة الجمعية المعلنة في تعزيز السياسات التقدمية، والبحوث السليمة، والممارسات الفعّالة، وحقوق الإنسان العالمية للأشخاص ذوي الإعاقات الذهنية والنمائية.
وتسعى الجمعية إلى تحقيق الأهداف التالية:
    •    تعزيز قدرات المهنيين العاملين مع الأفراد ذوي الإعاقات الذهنية والنمائية.
    •    تعزيز تطور مجتمع يشمل بالكامل الأفراد ذوي الإعاقات الذهنية والنمائية.
    •    الحفاظ على منظمة فعّالة، تستجيب للاحتياجات، تُدار بشكل جيد، وتخضع لحوكمة مسؤولة.
كما تضم الجمعية مجموعات فرعية ذات اهتمامات أكثر تحديداً، مثل شبكة الاهتمام بالدين والروحانيات، وهي “جمعية متعددة الأديان والتخصصات من رجال الدين والعلمانيين الذين يرافقون الأشخاص ذوي الإعاقات النمائية وعائلاتهم في رحلتهم”.

## فهم الإعاقة الذهنية
أشهر منشورات الجمعية هو دليلها التعريفي والتشخيصي، الذي نُشر لأول مرة في عام 1910، ويصدر الآن في طبعته الثانية عشرة: الإعاقة الذهنية: التعريف، التشخيص، التصنيف، وأنظمة الدعم.
قدم الباحثون والأطباء المرتبطون بالجمعية مساهمات في تطوير مؤشرات السلوك في التصنيف الدولي للأمراض - الإصدار الحادي عشر (ICD-11) الصادر عن منظمة الصحة العالمية، والتي يمكن استخدامها لتوجيه الحكم السريري في تحديد وجود وشدة القصور في الأداء الذهني والسلوك التكيفي لأغراض تشخيص اضطرابات النمو الذهني عندما لا تتوفر التقييمات الموحدة أو يصعب تنفيذها. وعندما تم اختبار هذه المؤشرات ميدانياً من قبل المنظمة، تبين أن لها فائدة سريرية جيدة وموثوقية عالية بين المقيمين.

## المنشورات
تنشر الجمعية كتباً، وأدوات تقييم قائمة على الأدلة، وثلاث مجلات علمية مُحكّمة.

## المجلات
تشجع الجمعية على تنوع المساهمات من تقاليد بحثية وتخصصات مختلفة؛ ويجب أن تفي جميع الأوراق البحثية بمعايير المجلات من حيث الصرامة والمراجعة من قبل النظراء لكي يُنظر فيها للنشر.
    •    تأسست عام 1896، المجلة الأمريكية للإعاقة الذهنية والنمائية هي مجلة متعددة التخصصات تنشر مساهمات أصلية عالية الجودة حول الإعاقة الذهنية، وأسبابها، وعلاجها، والوقاية منها. وكما هو حال الجمعية الأم، مرت المجلة بعدة تغييرات في الاسم عبر تاريخها. بدأت كمجرد سجل لوقائع ومداخلات المؤتمر السنوي للجمعية، نُشر تحت الاسم المقابل للجمعية. في عام 1939، توسعت المجلة لتتجاوز تقرير المؤتمر، وأصبحت تُعرف باسم المجلة الأمريكية للنقص العقلي. من عام 1987 حتى عام 2007، حملت اسم المجلة الأمريكية للتخلف العقلي، ثم أصبح اسمها الحالي بعد ذلك. تركز بشكل أساسي على الدراسات والمراجعات العلمية والطبية.
    •    تأسست عام 1963، الإعاقة الذهنية والنمائية هي مجلة تُعنى بالسياسات الحالية، وأفضل الممارسات، ووجهات النظر الجديدة حول الإعاقة الذهنية والنمائية. توفّر المجلة منصة لنشر المعلومات القابلة للتطبيق والمراجعة الصارمة، وتركز على الممارسة العملية أكثر من النظرية.
    •    تأسست عام 2013، الدمج هي مجلة متعددة التخصصات توفّر منتدى لعرض ومناقشة التدخلات والاستراتيجيات القائمة على الأدلة، والتي تعزز الإدماج الكامل للأشخاص ذوي الإعاقات الذهنية والنمائية في المجتمع بشكل عام.

### الكتب وأدوات التقييم
تنشر الجمعية كتباً وأدوات ضرورية للمهنيين وغيرهم في مجال الإعاقات الذهنية والنمائية.
كما تنشر مقياس شدة الدعم، وهي مجموعة من أدوات التقييم التي تقيس احتياجات الدعم العملي للأشخاص ذوي الإعاقات الذهنية. وهي متوفرة بنسخة للأطفال (SIS-C) ونسخة للبالغين (SIS-A، الإصدار الثاني). تقيس كلتا النسختين مستوى الدعم المطلوب، مع التعديل بحسب الفروقات العمرية. يتم التقييم من خلال مقابلات شبه منظمة مع من يمكنهم تقديم رؤى حول حياة الشخص اليومية، ويشمل ذلك الشخص ذاته إن أمكن. يقيس المقياس احتياجات الدعم في مجالات متعددة من الحياة اليومية، بما في ذلك مقاييس فرعية موحدة في المعيشة المنزلية، والمعيشة المجتمعية، والصحة والسلامة، والتعلم، والعمل، والدفاع عن النفس، والأنشطة الاجتماعية، بالإضافة إلى مقاييس إضافية للدعم الطبي والسلوكي الاستثنائي. يقوم المقيمون بتقدير الفئات المختلفة وفقاً لتكرار وكمية ونوع الدعم الذي يحتاجه الفرد. ويتم توليد الملف الشخصي العام لشدة الدعم استناداً إلى الدرجات المعيارية للمقاييس الفرعية، التي يتم فهرستها وترتيبها مئوياً.

## التعليم
بصفتها أقدم منظمة مهنية في مجال الإعاقات الذهنية والنمائية، توفر الجمعية فرصاً تعليمية للمجتمع العالمي المهتم بقضايا الإعاقة، بما في ذلك مؤتمر سنوي، وندوات عبر الإنترنت، وتبادل للبحوث المهنية.
كما يحتوي القناة الرسمية للجمعية على موقع يوتيوب على مقاطع فيديو تعليمية قصيرة تتناول موضوعات متعلقة بالإعاقات الذهنية والنمائية.